# Spelling bee
Un spelling bee (terme en anglès que significa 'concurs d'ortografia') és una competició de molta tradició en què es demana als concursants que lletregin una àmplia selecció de paraules, amb una dificultat creixent. Per competir, els concursants han de memoritzar les grafies de les paraules escrites als diccionaris i recitar-les correctament. El concepte s'hauria originat als Estats Units i només són habituals als països on es parla anglès, perquè altres idiomes tenen un sistema ortogràfic més previsible.
Etimològicament, la paraula bee (abella) s'ha utilitzat per descriure una reunió per a tasques comunitàries, com un esdeveniment comunitari (husking bee), grans esdeveniments socials per aprendre noves habilitats i tècniques (quilting bee) o tertúlia on es preparen les pomes per assecar-se (apple bee). Segons investigacions etimològiques, la paraula bee probablement prové del dialectal been o bean (que significa 'ajuda dels veïns'), que provenia de l'anglès mitjà bene (que significa 'oració', 'benedicció' i 'servei extra d'un parcer al seu senyor').
El 2021, als Estats Units, Zaila Avant-garde, amb 14 anys, va guanyar el concurs. Nascuda a Nova Orleans, a Louisiana, va guanyar la final lletrejant la paraula «murraya» i es va convertir en la primera afroamericana a aconseguir-ho en els més de 90 anys d'història de la competició.